# Jerry Robert Kajuga
Jerry Robert Kajuga (1960, Kibungo - ¿?, Kinshasa) va ser el president nacional i líder de Interahamwe, milícia extremista de poder hutu relacionada amb el MRND, considerada principal responsable de perpetrar el genocidi de Ruanda el 1994.
Irònicament era membre d'una família tutsi, i el seu pare havia aconseguit papers d'identitat hutu per a tota la família. Per evitar qualsevol tipus de sospita sobre la seva família com a tutsi, Robert Kajuga va mantenir el seu germà amagat a l'Hôtel des Mille Collines a Kigali.
Kajuga va fugir de Ruanda l'any 1996, refugiant-se al proper Zaire durant dos anys i mig, abans de ser arrestat per les forces de seguretat de l'ONU, jutjat a Kigali i sentenciat a cadena perpètua. Kajuga va morir posteriorment en presó de malaltia, a Kinshasa.